# SAKURA TERESA
SAKURA TERESA（サクラ・テレサ、1971年11月23日 - ）は、日本のシンガーソングライター。スイス生まれ、兵庫県神戸市出身。ウクレレ、ハープの弾き語りで命の大切さ、真実の愛などをテーマに愛され続ける日本が誇る歌手。「SAKURA TERESA School of Music」代表。歌い、楽器を奏でる喜びを伝えるオンラインレッスン講師として活動中。

## 略歴
2歳までスイスで過ごした後、大阪に移り住む。両親の経営するディスコにて、幼少の頃からアース・ウィンド・アンド・ファイアー、アヴェレイジ・ホワイト・バンドなどのソウル、ファンク、R&Bなどの音楽に親しむ。
インターナショナル・スクール在学中の14歳の時に神戸に住居を移し、友人の影響でアコースティック・ギターを弾き始める。ジョニ・ミッチェル、キャロル・キングなどアコースティックなサウンドのものも聴き漁るようになり、オリジナル曲作りや弾き語りなどのライブ活動を始める。
1986年に“POPCON”の関西・四国大会に出場し、ジュニア部門で銀賞を獲得。1989年にワシントン・シアトル大学に入学し、その後、シアトル短大に編入。留学中は仲間とストリートでブルースを歌って過ごす。1991年に卒業後、帰国して一般企業の会社員をとなるが、そのかたわらでオリジナル曲を書きため、R&B、ソウル系の数々のバンドにリード・ボーカルとして参加する。時にはニューヨークのセッションやレコーディングにも参加する等、実践によって経験を重ねていく。
1993年、ヴォーカル・フェスティバルでグランプリ受賞。
1995年、インディーズよりミニアルバム『SAKURA』（BOUNCE RECORDS・DIG UP LABEL）をリリース。1997年7月にはインディーズ・カセット『All Brand New』（No Music, No Life）をリリースと、インディーズで実績を伸ばす。
1997年10月8日にマキシ・シングル「SOUL MATE」で東芝EMIよりメジャー・デビュー。9年間の在籍中に8枚のオリジナル・アルバムを発表。
2003年にウクレレを弾きながら関西弁で歌う「LOVE 4 REAL」が話題になる。当初、レコード会社は宣伝用ミュージック・ビデオを制作しなかったが、FM802の番組で独自にMV撮影の参加者を募集したところ、予想を大幅に上回る約400組の応募が殺到。地元テレビ局で放映されたことでさらに人気は加速し、FM802のカウントダウン番組「OSAKAN HOT 100」では2週連続1位を獲得した。
2006年、独立して自主レーベルを設立。同年、Def Techのツアーに参加。
2007年、ユニバーサルミュージックへ移籍。Def TechのMicroが設立した新レーベルPRIMARY COLOR RECORDZに参加する。
2008年、再びインディーズにて活動を始める。
2013年、LDH主催の「CREATOR BATTLE AUDITION」にて優秀賞受賞。
2019年、カトリック信徒として洗礼を受ける。クリスチャンネームは「テレサ」（Teresa）
2022年、SAKURA TERESA名義でカトリック・クリスチャン・シンガーソングライターとして再出発。クリスマス・カバー・アルバム「HOLY Christmas」をリリース。

## 楽曲提供
- EXILE
  - 「DANCE INTO FANTASY」（作詞・作曲：T.KURA & SAKURA）（2015年3月25日）
- EXILE ATSUSHI
  - 「Believe in Yourself」（作詞：SAKURA）（2014年3月12日）
  - 「LA LA 〜孤独な夜に〜」（作詞：EXILE ATSUSHI & SAKURA）（2014年3月12日）
  - 「MAKE A MIRACLE」（作詞・作曲：T.KURA & SAKURA）（2014年3月12日）
  - 「UPSIDE DOWN」（作詞・作曲：T.KURA & SAKURA）（2015年6月19日）
- EXILE SHOKICHI
  - 「Freaky Cheeky 」（作詞・作曲：T.KURA、EXILE SHOKICHI & SAKURA）（2015年7月22日）
- 三代目 J Soul Brothers from EXILE TRIBE
  - 「J.S.B. HAPPINESS」（作詞:SAKURA 作曲：Takashi Fukuda & SAKURA)（2017年11月29日）
- GENERATIONS from EXILE TRIBE
  - 「UNITED JOURNEY」（作詞：SAKURA 作曲：Takashi Fukuda & SAKURA)（2018年6月13日）
- ShuuKaRen
  - 「UNIVERSE」（作詞・作曲：Chaki Zulu & SAKURA）（2016年10月5日）
- Dance Earth Party
  - 「POPCORN」（作詞：SAKURA 作曲：Takashi Fukuda & SAKURA)（2017年8月30日）
- DJ MAKIDAI feat. GENERATIONS from EXILE TRIBE & SWAY
  - 「Organ Donor 〜OFF DA HOOK〜」（作詞：SAKURA）（2014年6月18日）
- DOBERMAN INFINITY
  - 「Butterfly Effect」（作詞：SAKURA & DOBERMAN INFINITY 作曲：DJ SACHIHO）（2018年4月18日）
- NEWS
  - 「IT'S YOU」（作詞：SAKURA 作曲：m-flo）（2018年3月21日）
- Happiness
  - 「Holiday」（作詞作曲 T.KURA & SAKURA）（2015年10月14日）
  - 「Love Wonderland」（作詞・作曲：T.KURA & SAKURA）（2016年10月12日）
- PKCZ®
  - 「ROAM AROUND feat. GENERATIONS from EXILE TRIBE」 （作詞：SAKURA 作曲：SAKURA/Chaki Zulu（2017年8月2日）
  - 「T-REX feat. Crystal Kay, CRAZYBOY, ANARCHY」（作詞：SAKURA/ANARCHY/Crystal Kay/CRAZYBOY 作曲：SAKURA/Chaki Zulu)（2017年8月2日）
- PKCZ® featuring 登坂広臣
  - 「CHAIN BREAKER」（作詞・作曲：Chaki Zulu & SAKURA）（2016年6月15日）

## ディスコグラフィ

### 配信シングル
- I Love You〜優しく漂う愛のそよ風〜 （iTunes配信）
- 街の灯り（iTunes配信）

### 参加作品
- 「Woman」（2005年9月30日、ジョン・レノンのトリビュート・アルバム『HAPPY BIRTHDAY, JOHN』収録）
- Def Tech「いのり Feat. SAKURA」（2006年7月17日、DVD）
- Taiji All Stars「Star Navigation feat. SAKURA」（2006年11月29日、シングル「君が笑う方へ feat.bird/Star Navigation feat.SAKURA」収録）（2007年2月21日、アルバム『FEMME FATALE』収録）
- 「ロックンロール・ウィドウ」（2004年5月19日、オムニバスアルバム『山口百恵トリビュート Thank You For...』収録）

### 映像作品
|  | 発売日       | タイトル | 規格 | 規格品番  | 備考                                                                            |
|  | ------------ | -------- | ---- | --------- | ------------------------------------------------------------------------------- |
|  | 2003年3月5日 | 12 CLIPS | DVD  | TOBF-5206 | デビュー曲「SOUL MATE」からのビデオ・クリップを収録したミュージック・ビデオ集。 |

## 出演

### ラジオ
- SAKURA ALL FOR SOUL MATE（1997年 - 1999年、FM NORTHWAVE）
- 森永乳業presents SAKURAのヒーリング・ヴィーナス（1999年 - 2002年、TOKYO-FM）
- SAKURA（2006年 - 2008年、KISS-FM KOBE）